# Protéine NS5A

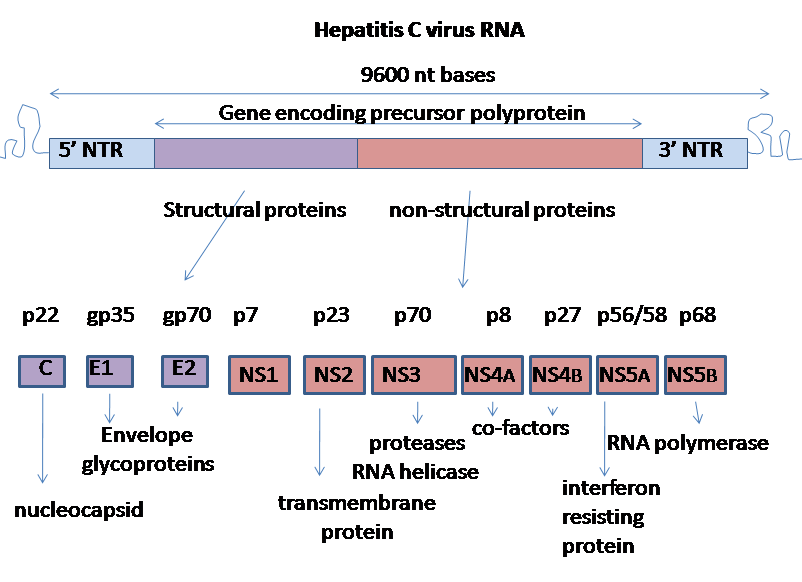
Génome du virus de l'hépatite C.

La protéine NS5A est une protéine non structurelle du virus de l'hépatite C. C'est une composante de la réplicase du virus qui exerce par ailleurs des interactions avec des voies cellulaires impliquées dans l'immunité innée, la croissance cellulaire et la prolifération cellulaire. Elle module la réponse cellulaire à l'interféron en inhibant la voie de signalisation de son récepteur (Voie JAK-STAT). C'est la cible d'une classe de médicaments du traitement de l'hépatite C, les inhibiteurs du complexe NS5A.